# Peter Kreuder (Sänger)
Peter Kreuder (* 26. März 1870 in Köln; † 5. November 1930 in Hamburg, Deutsches Reich) war ein deutscher Opernsänger und Theaterregisseur.

## Leben und Wirken
Der Vater des gleichnamigen Filmkomponisten sollte zunächst einer kaufmännischen Tätigkeit nachgehen und im Handel aktiv werden. Stattdessen besuchte Kreuder die „Cölner Opern- und Konzertschule“ von Richard Scholz-Dornburg unter der Leitung von Oskar Kaiser. Seinen Einstand auf den Bühnenbrettern gab Kreuder 1903 am Stadttheater von Aachen, wo er frühzeitig zentrale Partien in Opern und Operetten übernahm. Bereits in diesen jungen Jahren spielte und sang Kreuder den Mime in Richard Wagners Siegfried, den David in Die Meistersinger von Nürnberg, den Wilhelm Meister, den Tonio in Die Regimentstochter, den Gabriel von Eisenstein in Die Fledermaus und den Adam in Der Vogelhändler.
1905 wechselte Peter Kreuder an Berlins Komische Oper, der er die folgenden sieben Jahre angehören sollte. Hier machte er weiterhin Karriere als Tenorbuffo. Kreuders Rollenbandbreite war weit gefächert, neben humorigen und grotesken Gesangspartien übernahm er auch ernste Charaktere. Seit 1912 Ensemblemitglied des Hamburger Stadttheaters, war Peter Kreuder de facto in jeder Operninszenierung der Hansestadt zu sehen. Zu seinen bekanntesten Rollen zählten nunmehr der Dr. Bartolo in Der Barbier von Sevilla, der Pedro in Tiefland, der Beckmesser in den Meistersingern und der Wenzel in Die verkaufte Braut. Peter Kreuder, der in Hamburg auch Musiktheaterregie führte, starb während einer Aufführung von Wagners Rheingold, wo er erneut den Mime gab. Kreuder hatte gerade seine Partie zu Ende gesungen, sich anschließend in seine Garderobe begeben und war dort nach einem Herzschlag zusammengebrochen.